# Govuro (distrito)

Localização do distrito de Govuro em Moçambique

O distrito de Govuro está situado na parte norte da província de Inhambane, em Moçambique. A sua sede é a povoação de Nova Mambone.
Tem limites geográficos, a norte com o distrito de Machanga da província de Sofala, a leste com o Oceano Índico, a sul com o distrito de Inhassoro e a oeste é limitado pelo distrito de Mabote.
O distrito de Govuro tem uma superfície de 4 584 km² e uma população recenseada em 2007 de 35 127 habitantes, tendo como resultado uma densidade populacional de 7,7 habitantes/km² e correspondendo a um aumento de 21,0% em relação aos 29 031 habitantes registados no Censo de 1997.

## Divisão administrativa
O distrito está dividido em dois postos administrativos: (Nova Mambone e Save), compostos pelas seguintes localidades:
- Posto Administrativo de Nova Mambone: 
  - Vila de Nova Mambone
  - Govuro
- Posto Administrativo de Save: 
  - Jofane
  - Luido
  - Machacame
  - Pandee

## Ligação externa
Perfil do distrito de Govuro